# Nuzhat Kacav
Nuzhat Kacav (hebrejsky נוזהת קצב‎, 1. dubna 1932 – 21. listopadu 2022) byla izraelská politička a bývalá poslankyně Knesetu za stranu Ma'arach.

## Biografie
Narodila se v Bagdádu v Iráku. V roce 1951 přesídlila do Izraele. Vystudovala arabskojazyčnou dívčí školu v Bagdádu a pak politologii a blízkovýchodní studia na Hebrejské univerzitě.

## Politická dráha
V letech 1954–1970 byla členkou sekretariátu ženské organizace Na'amat, od roku 1955 byla členkou strany Mapaj. V roce 1970 byla ředitelkou Úřadu na obranu spotřebitele a v letech 1970–1974 vedla Oddělení arabských a drúzských žen. V roce 1978 byla členkou organizačního výboru odborové centrály Histadrut a ústředního výboru strany Mapaj. Předsedala Asociaci pro studium a kulturu iráckých imigrantů.
V izraelském parlamentu zasedla po volbách v roce 1977, do nichž šla za Ma'arach. Pracovala jako členka v parlamentním výboru pro ekonomické záležitosti a výboru finančním. Ve volbách v roce 1977 mandát neobhájila.